# Riccardo Chiarello
Riccardo Chiarello (Montecchio Maggiore, 4 maggio 1982) è un pilota motociclistico italiano, vincitore del campionato italiano classe 250 nel 2000.

## Carriera
La sua carriera nel motociclismo è iniziata con le minimoto per passare in seguito alle competizioni su pista. Nel 1998 si classifica sesto con una gara vinta nell'europeo, arriva al 2º posto nella classifica finale della classe 125 la stagione successiva e conquista campionato Europeo e campionato Italiano Velocità del 2000 nella classe 250.
Per quanto riguarda le competizioni del motomondiale il suo esordio risale al 1998, quando, usufruendo di una wild card ha partecipato al GP Città di Imola, a bordo di una Aprilia in classe 125. Anche l'anno successivo usufruisce di una wild card, in questo caso al GP d'Italia. In entrambe queste prime due occasioni non è però giunto al traguardo. Nel motomondiale 2001 passa invece alla classe 250 sempre con la casa di Noale e, avendo disputato l'intera stagione, è giunto 23º nella classifica finale dell'anno grazie ai 15 punti conquistati.
Nel 2002 passa alle competizioni delle derivate di serie e si accorda con il team DFX Corse per disputare il campionato europeo Superstock 1000 in sella ad una Ducati 998, ottenendo il 10º posto nella classifica generale; sempre con lo stesso team e con una Ducati 999 giunge al 5º posto l'anno seguente. In questa stessa stagione partecipa ad alcune gare sia nella classe Stock1000 che nella Supersport del campionato Italiano Velocità. Nel 2004 e 2005 passa alla guida di una Suzuki GSX-R1000 del team Alstare e giunge nuovamente al 5º e al 6º posto finale.
Nel 2006 passa alla guida di motociclette Kawasaki e nello stesso campionato giunge all'ottavo posto, contestualmente al mondiale, e con la stessa motocicletta, si classifica non nel campionato italiano Stock1000.
Al di fuori di questa categoria ha gareggiato anche nel campionato Italiano Velocità dal 2007 al 2011, giungendo sesto in classifica, con un podio, nel 2008 e ottavo nel 2009.

## Risultati nel motomondiale
| 1998 | Classe | Moto    |  |  |  |  |  |  |  |  |  |  |     |  |  |  |  |  | Punti | Pos. |
| ---- | ------ | ------- |  |  |  |  |  |  |  |  |  |  | --- |  |  |  |  |  | ----- | ---- |
| 1998 | 125    | Aprilia |  |  |  |  |  |  |  |  |  |  | Rit |  |  |  |  |  | 0     |      |

| 1999 | Classe | Moto    |  |  |  |  |     |  |  |  |  |  |  |  |  |  |  |  | Punti | Pos. |
| ---- | ------ | ------- |  |  |  |  | --- |  |  |  |  |  |  |  |  |  |  |  | ----- | ---- |
| 1999 | 125    | Aprilia |  |  |  |  | Rit |  |  |  |  |  |  |  |  |  |  |  | 0     |      |

| 2001 | Classe | Moto    |     |     |  |    |     |    |   |     |    |    |     |    |    |    |    |    | Punti | Pos. |
| ---- | ------ | ------- | --- | --- |  | -- | --- | -- | - | --- | -- | -- | --- | -- | -- | -- | -- | -- | ----- | ---- |
| 2001 | 250    | Aprilia | Rit | Rit |  | 20 | Rit | 23 | 8 | Rit | 14 | 20 | Rit | 19 | 23 | 13 | 17 | 14 | 15    | 23º  |

| Legenda | 1º posto        | 2º posto            | 3º posto            | A punti      | Senza punti        | Grassetto – Pole position Corsivo – Giro più veloce |
| Legenda | Gara non valida | Non qual./Non part. | Ritirato/Non class. | Squalificato | '-' Dato non disp. | Grassetto – Pole position Corsivo – Giro più veloce |